# Sando (Salamanca)
Sando ist eine kleine westspanische Gemeinde (municipio) in der Provinz Salamanca in der Autonomen Gemeinschaft Kastilien-León. 2024 hatte die Gemeinde 113 Einwohner. Neben dem Hauptort Sando gehören die Ortschaften Cabeza de Diego Gómez, Iruelo del Camino und Fuentes de Sando sowie die Wüstungen El Campillo, Tremedalejo und Villagarcía zur Gemeinde. 

## Geographie
Sando befindet sich etwa 33 Kilometer westlich vom Stadtzentrum der Provinzhauptstadt Salamanca in einer Höhe von 840 m. 

## Bevölkerungsentwicklung
| Jahr      | 1900 | 1920 | 1950 | 1970 | 1981 | 1991 | 2001 | 2011 | 2021 |
| Einwohner | 637  | 602  | 581  | 362  | 270  | 236  | 166  | 149  | 116  |

## Sehenswürdigkeiten
- Kirche Mariä Himmelfahrt (Iglesia de Nuestra Señora de la Asunción)

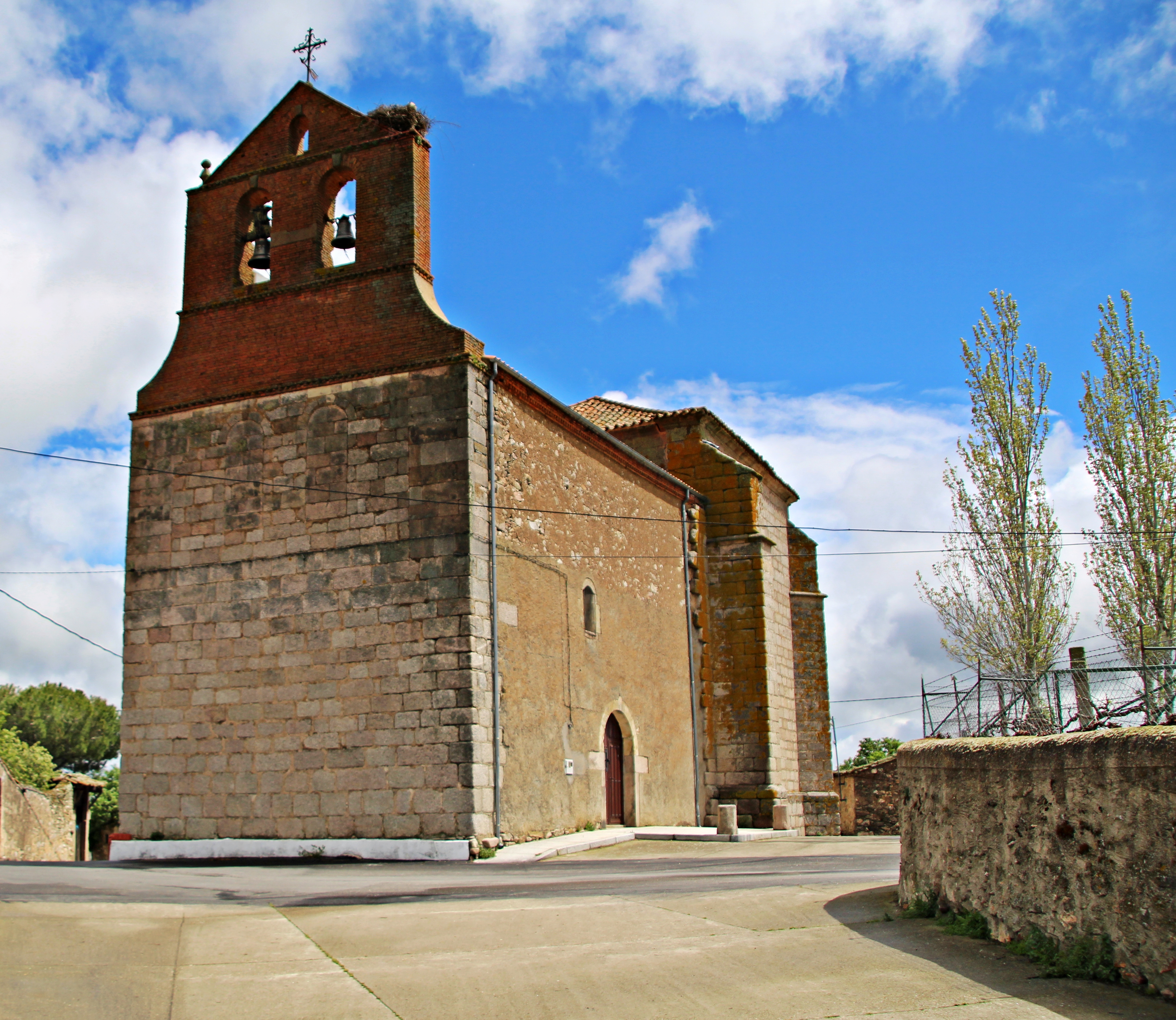
Kirche Mariä Himmelfahrt
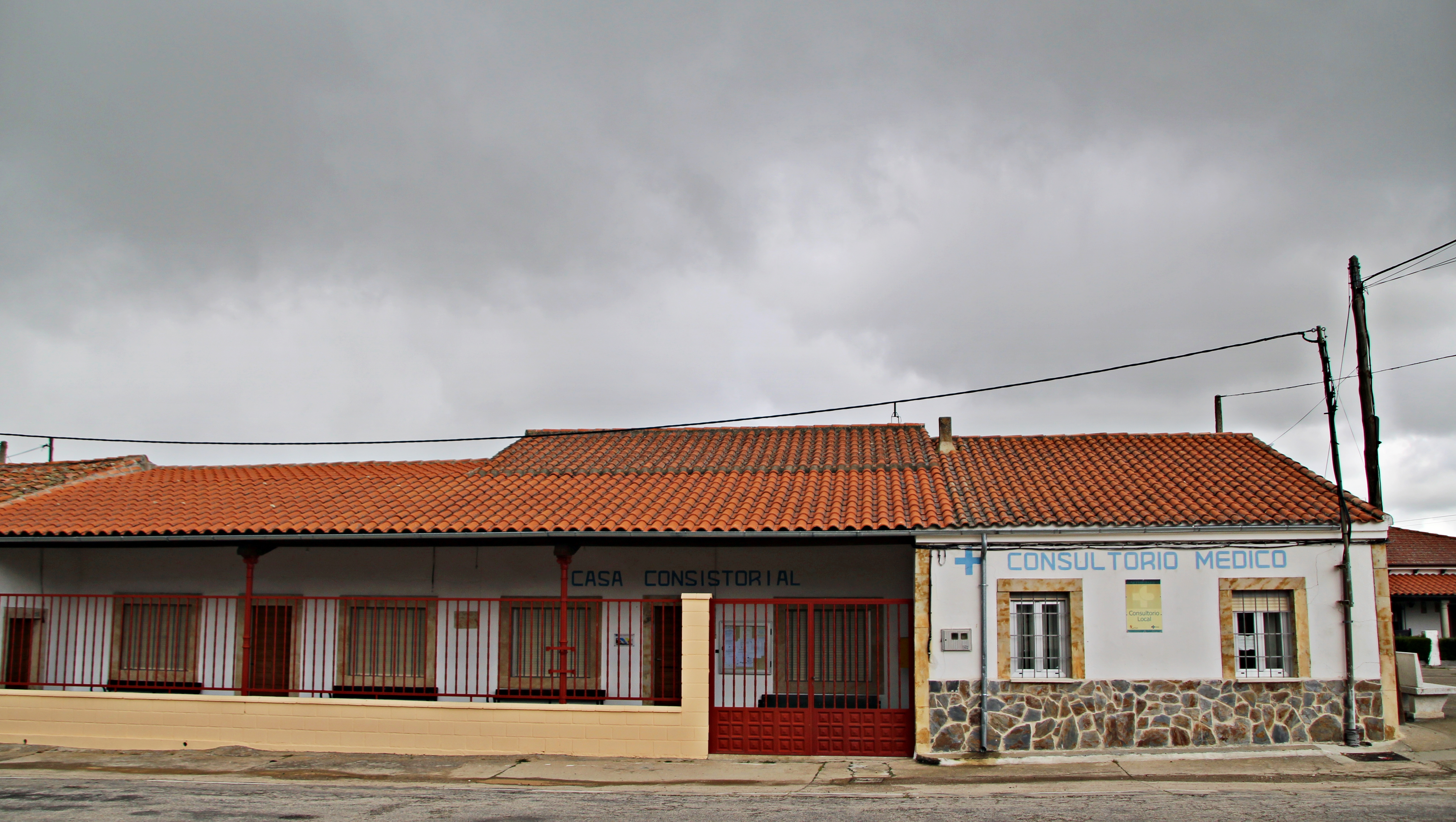
Rathaus